# Insming
Insming – miejscowość i gmina we Francji, w regionie Grand Est, w departamencie Mozela.
Według danych na rok 1990 gminę zamieszkiwało 631 osób, a gęstość zaludnienia wynosiła 88 osób/km² (wśród 2335 gmin Lotaryngii Insming plasuje się na 522. miejscu pod względem liczby ludności, natomiast pod względem powierzchni na miejscu 818.).